# Kościół Przemienienia Pańskiego i klasztor Dominikanów w Buczaczu
Kościół pw. Przemienienia Pańskiego i klasztor oo. dominikanów w Buczaczu – dawne dominikańskie klasztor i kościół w Buczaczu.
Podczas wojny z kozakami Bohdana Chmielnickiego na rozkaz ówczesnego właściciela Buczacza Jana Potockiego mnisi prawosławni zostali wysiedleni z ich monasteru, a sam monaster wraz z zabudowaniami oraz cerkwią pw. św. Trójcy, którego dobrodziejką była matka Jana Potockiego Maria Mohylanka, został oddany OO. Dominikanom. Według tradycji, cerkiew pw. św. Trójcy była zbudowana na kształt cerkwi świętego Mikołaja w Buczaczu, jednak była szersza i dłuższa. 
Klasztor skąpo uposażony nie mógł nigdy należycie się rozwinąć. W 1700 kontrata jezupolska miała nadzór nad klasztorem w Buczaczu. 8 września 1764 podczas intermedium capitulum w Konstantynowie postanowiono, żeby misjonarze w klasztorze w Buczaczu mieli swe schronienie "jak dla wypocznienia tak i przygotowania się do dalszej pielgrzymki".
Po kasacie józefińskiej klasztor został skasowany 30 listopada 1789, a jego dochody przyłączono do funduszu religijnego. Kościół osobno zakupił dziedzic wsi Medwedowce Stanisław Pieńczykowski, na rozkaz którego świątynia została rozebrana w 1808 w celu wybudowania dworu oraz cerkwi w Medwedowcach.

## Przeorzy
- o. Jan Dominik Rożniatowski herbu Sas – pierwszy przeor, mistrz teologii[7] (w 1650 Szymon Okolski, prowincjał Dominikanów całej Rusi, wysłał go do Rzymu na kapitułę generalną[8], a w 1653 przez kapitułę we Lwowie obrany został prowincjałem, jednak wybór ten w Rzymie nie był zatwierdzony[9]).
- o. Ambroży Domański – przeor m.in. w 1742[10], następnie przeor w Rohatynie[11].